# Buckelberg
Der Buckelberg (auch Bucklberg) ist mit einer Höhe von 544 m ü. A. der höchste Punkt in der Marktgemeinde Laßnitzhöhe auf der Kuppe wurde das Annenheim erbaut.
Er erhebt sich im südöstlichen Bereich der Kreuzung des Schemerlrückens mit dem nach Osten abzweigenden Rücken, der den Greimelweg trägt und auf dem Nestelbachberg anschließt. 

## Geographische Lage
Der Buckelberg gab der umgebenden Landschaft seinen Namen, diese gehörte bis 1951 zur Gemeinde Nestelbach bei Graz. Im Zuge der Errichtung der Gemeinde Laßnitzhöhe wurde der Buckelberg an diese übertragen. Er erstreckt sich von der Kreuzung Laßnitzhöher Hauptstraße und Greimelweg über das Annenheim und die Sturmannvillen bis zum Sonnenhang; die Westabgrenzung bildet die Laßnitzhöher Hauptstraße, die östliche der Schustergraben und der Buchwald.
Die Landschaft Buckelberg war früher eine typische bäuerliche Einödflur, sie entwickelte sich durch den gründerzeitlichen Villenbau und den Wohnungsbau, der ab Mitte der 1980er intensiv einsetzte, zu einer suburban geprägten Landschaft. Auf dem Schemerlrücken südlich des Buckelberges liegt die denkmalgeschützte Villa Lug ins Land. 1998 wurde die Schwarzlklinik, eine Tagesklinik mit Schwerpunkt auf der plastischen Chirurgie, errichtet.

## Gründungssage von Nestelbach bei Graz
Über die Gründung des Ortes Nestelbach bei Graz werden einige Sagen und Legenden erzählt. Eine handelt von einem schweren Unwetter und einer Überflutung der Siedlung im „Buckelbauerngraben“. Diese Ansiedlung am Fuße des Buckelberges am Quellarm des Nestelbachs wurde demnach völlig zerstört. Die Bewohner suchten daraufhin nach einem sicheren Platz für eine neue Siedlung und fanden dabei in einem Nesselgestrüpp ein Bild der Gottesmutter Maria. Sie errichteten an jener Stelle eine Holzkapelle, um die herum die Siedlung Nezilinpach entstand, die Vorläufersiedlung des heutigen Nestelbach.